# 福富町 (横浜市)
福富町（ふくとみちょう）は、神奈川県横浜市中区の町名。横浜市有数の歓楽街の一つであり、特にソープランドの店舗数が多い。この他に普通の飲食店も多い。韓国系の店が多く、コリア・タウン化している。福富町仲通、福富町東通、福富町西通の三町からなる。

## 歴史
元々は久良岐郡吉田新田の内の勇吉新田、加島新田であり、1870年（明治3年）6月に福富町が起立。1928年（昭和3年）に現在の3町に分立した。町内に清正公を祀る常清寺があったため、現在もメインストリートとして清正公通りの名がある。
太平洋戦争以前は普通の商工地区であったが、戦争により焼け野原となり、戦後進駐軍に接収され、かまぼこ兵舎が多数造営された。この状態が1952年（昭和27年）まで継続したため町の発展が阻害された。接収解除後は1960年頃から飲食店街、繁華街として賑わっていたが、1966年（昭和41年）に「トルコ風呂（現：ソープランド）」の「営業禁止除外区域」に指定されたため、関内地区にあった風俗店が福富町に流れ込み、とりわけ性風俗産業等が伸長して現在に至る。1983年時点で、営業の認可を得たソープランドが24軒、キャバレー9店、バー38店があり、横浜市内で最も風俗店が多い地域となった。
店の経営者の高齢化が進み、後継者の不在のため店舗の賃貸が始まり、朝鮮人に店を貸したのがきっかけで、1988年頃から朝鮮系の店が増え始めた。最盛期より数は減ったが、2014年時点で22店の朝鮮料理の飲食店や食品店がある。
2010年代においては、違法駐車、違法客引きが問題となっている一方、韓人会と町内会が「コリアタウン化構想」を掲げ、月に一度の街頭清掃活動などを始めた。
2022年（令和4年）、神奈川県は福富町仲通、福富町西通および福富町東通を県暴力団排除条例に基づき暴力団排除特別強化地域に指定した。

## 世帯数と人口
2025年（令和7年）6月30日現在（横浜市発表）の世帯数と人口は以下の通りである。
| 丁目       | 世帯数  | 人口  |
| ---------- | ------- | ----- |
| 福富町西通 | 371世帯 | 557人 |
| 福富町仲通 | 127世帯 | 197人 |
| 福富町東通 | 218世帯 | 245人 |

### 人口の変遷
国勢調査による人口の推移。
| 年                 | 人口 |
| ------------------ | ---- |
| 1995年（平成7年）  | 620  |
| 2000年（平成12年） | 772  |
| 2005年（平成17年） | 906  |
| 2010年（平成22年） | 788  |
| 2015年（平成27年） | 774  |
| 2020年（令和2年）  | 701  |

### 世帯数の変遷
国勢調査による世帯数の推移。
| 年                 | 世帯数 |
| ------------------ | ------ |
| 1995年（平成7年）  | 342    |
| 2000年（平成12年） | 470    |
| 2005年（平成17年） | 537    |
| 2010年（平成22年） | 474    |
| 2015年（平成27年） | 432    |
| 2020年（令和2年）  | 504    |

## 学区
市立小・中学校に通う場合、学区は以下の通りとなる（2024年11月時点）。
| 町丁       | 番地 | 小学校             | 中学校                 |
| ---------- | ---- | ------------------ | ---------------------- |
| 福富町仲通 | 全域 | 横浜市立本町小学校 | 横浜市立横浜吉田中学校 |
| 福富町東通 | 全域 | 横浜市立本町小学校 | 横浜市立横浜吉田中学校 |
| 福富町西通 | 全域 | 横浜市立本町小学校 | 横浜市立横浜吉田中学校 |

## 事業所
2021年現在の経済センサス調査による事業所数と従業員数は以下の通りである。
| 町丁       | 事業所数 | 従業員数 |
| ---------- | -------- | -------- |
| 福富町仲通 | 52事業所 | 190人    |
| 福富町西通 | 55事業所 | 294人    |
| 福富町東通 | 50事業所 | 218人    |

### 事業者数の変遷
経済センサスによる事業所数の推移。なお、福富町仲通と福富町西通と福富町東通の合算数である。
| 年                 | 事業者数 |
| ------------------ | -------- |
| 2016年（平成28年） | 168      |
| 2021年（令和3年）  | 157      |

### 従業員数の変遷
経済センサスによる従業員数の推移。なお、福富町仲通と福富町西通と福富町東通の合算数である。
| 年                 | 従業員数 |
| ------------------ | -------- |
| 2016年（平成28年） | 1,249    |
| 2021年（令和3年）  | 702      |

## その他

### 日本郵便
- 集配担当する郵便局と郵便番号は以下の通りである[25]）

| 町丁       | 郵便番号 | 郵便局       |
| ---------- | -------- | ------------ |
| 福富町仲通 | 231-0043 | 横浜港郵便局 |
| 福富町西通 | 231-0042 | 横浜港郵便局 |
| 福富町東通 | 231-0044 | 横浜港郵便局 |

### 警察
町内の警察の管轄区域は以下の通りである。
| 町丁       | 番・番地等 | 警察署         | 交番・駐在所 |
| ---------- | ---------- | -------------- | ------------ |
| 福富町仲通 | 全域       | 伊勢佐木警察署 | 吉田橋交番   |
| 福富町西通 | 全域       | 伊勢佐木警察署 | 吉田橋交番   |
| 福富町東通 | 全域       | 伊勢佐木警察署 | 吉田橋交番   |